# Ana Karenina
Ana Karenina (rusko Анна Каренина) je roman, ki ga je napisal Lev Nikolajevič Tolstoj. Govori o tragični ljubezni z ministrom Kareninom poročene Ane Karenine in častnika Vronskega. Roman je izhajal med letoma 1873 in 1877 v žurnalu Ruski glasnik in spada med najpomembnejša Tolstojeva dela. Tolstoj jo je imenoval svoj prvi pravi roman. Do časa, ko je zaključeval zadnje besedilo je bil v mučnem duševnem stanju in čeprav ga je sovražil, je delo nerad končal.
Roman se ukvarja s temami, kot so izdaja, vera, družina, zakon, ruska imperialna družba, želje in razlike med podeželskim in urbanim življenjem. Zgodba se osredotoča na izvenzakonsko avanturo med Ano in konjeniškim častnikom grofom Aleksejem Kirilovičem Vronskim, ki škandalazira sankpeterburške družabne kroge in sili mlada ljubimca, da v iskanju sreče zbežita v Italijo, vendar se vrneta v Rusijo in njuna zgodba se naprej razpleta.
Pomemben motiv v romanu so vlaki, saj se več pomembnih dogodkov zgodi bodisi na potniških vlakih, bodisi na železniških postaja v Sankt Peterburgu ali drugje v Rusiji. Zgodba se dogaja v času liberalnih reform, ki jih je začel car Aleksander II. Ruski, in hitrih družbenih transformacij, ki so sledile. Roman je bil prilagojen za gledališče, opero, film, televizijo, balet, umetnostno drsanje in radijsko dramo.

## Glavne osebe
- Ana Arkadhjevna Karenina (Анна Аркадьевна Каренина): sestra Stepana Oblonskega, žena Karenina in ljubica Vronskega.
- Grof Aleksej Kirilovič Vronski (Алексей Кириллович Вронский): Anin ljubimec, konjeniški častnik.
- Knez Stepan »Stiva« Arkadjevič Oblonski (Степан "Стива" Аркадьевич Облонский): javni uslužbenec in Anin brat, star 34 let. (Stepan in Stiva so rusificirane oblike Štefana)
- Kneginja Darja "Dolly" Aleksandrovna Oblonskaja (Дарья "Долли" Александровна Облонская): Štefanova žena, stara 33 let.
- Aleksej Aleksandrovič Karenin (Алексей Александрович Каренин): višji državnik in Anin mož, 20 let starejši od nje.
- Konstantin »Kostja« Dmitrijevič Levin/Ljovin (Константин "Костя" Дмитриевич Лёвин): Kittyjin snubec, stari prijatelj Stiva, zemljiški lastnik, star 32 let. Pogosto velja za alter ego Tolstoja.
- Nikolaj Dmitrijevič Levin/Ljovin (Николай Дмитриевич Лёвин): Konstantinov starejši brat, obubožan alkoholik.
- Sergej Ivanovič Koznišev (Сергей Иванович Кознышев): Konstantinov polbrat, znani pisatelj, star 40 let.
- Kneginja Jekaterina »Kitty« Aleksandrovna Ščerbackaja (Екатерина "Кити" Александровна Щербацкая): Dollyjin mlajša sestra in pozneje Levinova žena, stara 18 let.
- Knez Aleksander Ščerbacki (Александр Щербацкий): Dollyjin in Kittyjin oče.
- Kneginja Ščerbackaja (brez imena in patronimika): Dollyjina in Kittyjina mati.
- Kneginja Jelizaveta "Betsy" Tverskaja (Елизавета "Бетси" Тверская): Anina premožna, moralno razpuščena prijateljica in nečakinja Vronskega.
- Kneginja Lidija Ivanovna (Лидия Ивановна): voditeljica kroga v visoki družbi, ki vključuje Karenina in se izogiba kneginje Betsy in njenega kroga. Zanima jo rusko pravoslavje, misticizem in duhovnost.
- Kneginja Vronskaja: mati Vronskega.
- Sergej »Serjoža« Aleksejevič Karenin (Сергей "Серёжа" Каренин): sin Ane in Karenina, star 8 let.
- Ana »Annie« (Анна "Ани"): hči Ane in Vronskega.
- Agafja Mihajlovna (Агафья Михайловнa): Levinova bivša medicinska sestra, zdaj njegova gospodinja.

## Uvod v zgodbo
Ano Karenino sestavlja več kot samo zgodba Ane Karenine, poročene znane osebnosti in njene afere s premožnim grofom Vronskim, čeprav je njun odnos zelo pomemben del zgodbe. Zgodba se prične, ko Ana prispe sredi razdora v družini njenega brata zaradi njegovega nebrzdanega preganjanja žensk, nekaj kar naznanja njen lastni poznejši položaj.
Samec Vronski bi se rad poročil z Ano, če bi ona pristala na to, da zapusti svojega moža Karenina, višjega vladnega uradnika. Čeprav gresta Vronski in Ana v Italijo, kjer sta lahko skupaj, Ana pusti za sabo otroka iz svojega prvega zakona in s težavo sklepa prijateljstva. Ko se vrneta v Rusijo, Ana doživi izogibanje in izolacijo zaradi odnosa. Vronski ima še naprej družabno življenje, Ana pa postaja vse bolj posesivna in paranoična zaradi njegove domnevne nezvestobe.
Vzporedna zgodba v roman je Konstantin Levin, premožni zemljiški posestnik, ki se želi poročiti s Kitty, Dollyjino sestro in svakinjo Aninega brata Stepana Oblonskega. Levin Kitty dvakrat zaprosi za roko, preden ona to sprejme. Roman opisuje Levinove težave pri upravljanju s svojim posestvom, poroko in njegov trud sprejeti krščansko vero ter rojstvo njegovega prvega otroka.
Roman na približno tisoč straneh raziskuje širok nabor tem. Nekatere od teh tem vključujejo vrednotenje zemlje in kmetijski sistem, ki je takrat obstajal v Rusiji, pa tudi politiko, ne samo v ruski vladi, temveč tudi na ravni posameznih oseb in družin, vere, moralnosti, spola in družbenega razreda.

## Povzetek
Roman se deli na osem delov in 239 poglavij. Njegov epigraf je »Maščevanje je moje, poplačal bom« iz poglavja 12:19, ki je navedek iz Pisma Rimljanom, ki je navedek iz Deuteronomy 32:35. Roman se začne z enim od najbolj navajanih stavkov: 
Все счастливые семьи похожи друг на друга, каждая несчастливая семья несчастлива по-своему.
Vse schastlivyye sem'i pokhozhi drug na druga, kazhdaya neschastlivaya sem'ya neschastliva po-svoyemu.
Vse srečne družine so si podobne; vsaka nesrečna pa je nesrečna na svoj način.

### Prvi del
Knez Stepan Arkadjevič Oblonski (»Stiva«), moskovski aristokrat in javni uslužbenec, je bil nezvest svoji ženi kneginji Darji Aleksandrovni (»Dolly«). Dolly je odkrila njegovo razmerje z družinsko guvernanto in gospodinjstvo ter družina so vrženi iz tira. Stiva gospodinjstvo obvesti, da prihaja na obisk iz Sankt Peterburga njegova poročena sestra Ana Arkadjevna Karenina, v poskusu pomiriti položaj.
Medtem prispe v Moskvo Stivov prijatelj iz otroštva Konstantin Dmitrijevič Levin (»Kostja«) z namenom zaprositi za roko Dollyjino mlajšo sestro kneginjo Katarino Aleksandrovno Ščerbacko (»Kitty«). Kostja je strasten, nemiren, vendar sramežljiv aristokratski zemljiški posestnik, ki je za razliko od svojih moskovskih prijateljev izbral življenje na podeželju na svojem velikem posestvu. Odkrije, da se Kitty zanima tudi grof Aleksej Kirilovič Vronski, vojaški konjeniški častnik.
Medtem, ko je na železniški postaji čakal, da se sreča s svojo sestro Ano, je Stiva trčil v Vronskega, ki je tam čakal na srečanje s svojo materjo, grofico Vronsko. Ana in Vronskaja sta potovala v istem vagonu in začeli sta se pogovarjati. Po srečanju družinskih članov Vronski prvič vidi Ano, takrat pa železniški delavec po nesreči pade pod premikajoči se vagon in je ubit. Ana to interpretira kot »zlo znamenje«.
Pri Oblonskih doma Ana z Dolly govori odprto in čustveno o razmerju Stive ter jo prepriča, da jo Stiva še vedno ljubi kljub svoji nezvestobi. Dolly Anini govori ganejo in odloči se oprostiti Stivu.
Kitty, ki pride na obisk k Dolly in Ani, ima šele 18 let. V njeni prvi sezoni kot debitantka se pričakuje, da se bo povezala z moškim iz enakega družbenega položaja kot je njen. Vronski ji je namenil precej pozornosti in pričakuje se, da bo z njim plesala na plesu tistega večera. Kitty Anina lepota in osebnost zgrozi in vanjo se zaljubi tako, kakor tudi v Vronskega. Ko Kostja Kitty zaprosi za roko, ga ona nerodno zavrne, saj je zaljubljena v Vronskega in verjame, da jo bo on zaprosil za roko; v to jo je prepričala njena mati, kneginja Ščerbackaja, ki verjame, da bi bil Vronski boljši partner zanjo (za razliko od Kittyjenega očeta, ki ima raje Kostjo).
Kitty na plesu pričakuje nekaj dokončnega od Vronskega, vendar ta namesto z njo pleše z Ano, ki jo izbere za soplesalko in ne presenečeno in strto Kitty. Kitty se zave, da se je Vronski zaljubil v Ano in se nima nobenega namena poročiti z njo, kljub njenemu očitnemu spogledovanju. Vronski je imel svoj odnos s Kitty samo za vir zabave in predpostavlja, da se je Kitty tako vedla iz istega razloga. Ano njen čustveni in fizični odgovor Vronskemu pretrese in takoj se vrne v Sankt Peterburg. Vronski potuje na istem vlaku. Med nočno vožnjo se oba srečata in Vronski ji izpove svojo ljubezen. Ana ga zavrne, čeprav jo njegova pozornost gane. 
Kostja, ki ga Kittyjina zavrnitev stre, se vrne na svoje posestvo in odpove se kakršnim koli upom na poroko. Ana se vrne k svojemu možu, grofu Alekseju Aleksandroviču Kareninu, višjemu vladnemu uradniku, in svojemu sinu, Serjožu, v Sankt Peterburg.

### Drugi del
Ščerbacki se z zdravniki posvetujejo glede Kittyjenega zdravja, ki se je slabšalo od zavrnitve Vronskega. Specialist svetuje, da bi morala Kitty v tujino v zdraviliške toplice, da bi si opomogla. Dolly govori s Kitty in razume, da ona trpi zaradi Vronskega in Kostje, za katerega jo skrbi in boli zastonj. Kitty, ponižana zaradi zavrnitve Vronskega in v mukah zaradi svoje zavrnitve Kostje, prizadene svojo sestre z omenjanjem nezvestobe Stiva in trdi, ne bi nikoli mogla ljubiti moškega, ki bi jo izdal. Medtem Stiva obišče Kostjo na svojem podeželskem posestvu medtem ko prodaja bližnji kos zemlje.
V Sankt Peterburgu začne Ana porabljati več časa v notranjem krogu kneginje Jelizavete (»Betsy«), modne znane osebnosti in sestrične Vronskega. Vronski nadaljuje svoje sledenje  Ani, ki se naposled vda njegovi pozornosti in začne razmerje. Karenin svojo ženo opomni zaradi neprimernosti namenjanja prevelike pozornosti Vronskemu v javnosti, kar postane predmet opravljanja. Skrbi ga parova javna podoba, čeprav zmotno verjame, da je Ana onkraj dvoma.
Vronski, navdušen jezdec, se udeleži galopne dirke z ovirami, med katero preveč močno jaha svojo Fru-Fru kobilo in njegova neodgovornost povzroči, da pade in zlomi vrat konja. Ana ne more skriti svoje zaskrbljenosti. Ana pred tem pove Vronskemu, da je noseča z njegovim otrokom. Na dirki je prisoten tudi Karenin, ki Ano opomni, da je njeno vedenje neprimerno. Ana je močno zaskrbljena in čustvena ter možu prizna svoje razmerje. Karenin jo prosi, naj to prekine, da bi se izognila nadaljnjemu opravljanju in verjame, da bo njun zakon ohranjen.
Kitty s svojo mamo potuje v nemške toplice, da bi si Kitty opomogla od svojega slabega zdravja. Tam spoznata pietistično Madame Stahl na invalidskem vozičku, ki jo spremlja prijazna in krepostna Varjenka, njena posvojena hči. Kitty pod vplivom Varjenke postane izjemno pobožna in skrbna za druge, toda ko se jim pridruži njen oče, postane razočarana, ko izve, da Madame Stahl igra svojo bolezen. Nato se vrne v Moskvo.

### Tretji del
Kostja še naprej dela na svojem posestvu, na lokaciji, močno povezani z njegovimi duhovnimi mislimi in boji. Ubada se z idejo zmote in razmišlja, kako bi se moral osvoboditi od nje ter kritizira to, kar čuti da je zmota v drugih. Razvije zamisel, o kmetijstvu in o unikatnem odnosu med kmetijskimi delavci in njegovo rodno zemljo in kulturo. Pride do prepričanja, da kmetijska reforma Evrope v Rusiji ne bo delovala zaradi njene unikatne kulture in osebnosti ruskega kmeta.
Ko Kostja obišče Dolly, ta poskuša razumeti, kaj se je zgodilo med njim in Kitty ter pojasniti Kittyjino vedenje. Kostjo Dollyjino govorjenje o Kitty močno razburi in začne se počutiti oddaljeno od Dolly, saj njeno ljubeče vedenje dojame kot lažno. Kostja sklene, da bo pozabil na Kitty in premišljuje o možnosti poroke s kmečko žensko. Toda, ko Kitty po naključju vidi v njeni kočiji, se zave, da jo še vedno ljubi. Medtem Karenin v Sankt Peterburgu zavrne možnost ločite od Ane in vztraja, da se mora njun odnos nadaljevati. Zagrozi ji, da ji bo, če nadaljuje svoje razmerje z Vronskim, odvzel Serjožo.

### Četrti del
Ker se Ana in Vronski še naprej videvata, se Karenin posvetuje z odvetnikom o možnosti ločitve. Takrat je bilo v Rusiji mogoče zaprositi za ločitev samo nedolžna stran v razmerju in je zahtevala, da kriva stran bodisi prizna, bodisi je odkrita v dejanju prešuštva. Karenin Ano prisili, da mu da nekaj ljubezenskih pisem Vronskega, ki pa so po mnenju odvetnika nezadostna, da bi dokazovala razmerje. Stiva in Dolly nasprotujeta Kareninovemu prizadevanju za ločitev.
Karenin svoje načrte spremeni, ko izve, da je Anino življenje po težavnem rojstvu hčerke Annie ogroženo. Ob njeni postelji Karenin odpusti Vronskemu. Toda Vronski, ki ga je prijaznost Karenina ponižala, neuspešno poskuša storiti samomor z ustrelitvijo. Ko si Ana opomore, se zave, da ne more prenesti življenja s Kareninom, kljub njegovi odpustitvi in navezanosti na Annie. Ko izve, da je Vronski tik pred odhodom na vojaško delovno mesto v Taškentu, postane obupana. Ana in Vronski se ponovno združita in pobegneta v Italijo, pusteč za sabo Serjožo in Kareninovo ponudbo za ločitev.
Medtem Stiva deluje kot ženitni posrednik za Kostjo: uredi mu srečanje s Kitty, kar bodi v njuno spravo in zaroko.

### Peti del
Kostja in Kitty se poročita in začneta na njegovem podeželskem posestvu svoje novo življenje. Čeprav je par srečen, so prvi trije meseci njunega zakona grenki in stresni. Kostja se počuti nezadovoljno zaradi dolžine časa, ki ga Kitty želi porabiti z njim in premišljuje o svoji nezmožnosti biti tako produktiven, kot je bil kot samec. Ko se zakon prične izboljševati Kostja izve, da njegov brat Nikolaj umira zaradi tuberkuloze. Kitty se ponudi, da bo Kostjo spremljala na njegovem potovanju do Nikolaja in se izkaže kot velika pomoč pri negovanju Nikolaja. Videč, da je njegova žena prevzela položaj na neskončno bolj sposobni način kot bi lahko sam brez nje, Kostjina ljubezen do Kitty zraste. Kitty naposled izve, da je noseča.
V Italiji imata Vronski in Ana težave pri iskanju prijatelje, ki bi ju sprejemali. Medtem ko je Ana srečna, da je končno sama z Vronskim, se on počuti dušeče. Ne moreta se družiti z Rusi iz njunega lastnega razreda in imata težavi pri zabavanju. Vronski, ki je verjel, da je to, da je skupaj z Ano, ključno za njegovo srečo, se je začel počutiti vse bolj dolgočasno in nezadovoljno. Začne slikati in poskuša biti mecen ruskim umetniškim genijem v emigraciji. Toda Vronski ne more videti, da njegova lastna umetnost nima talenta in strasti ter da je njegov pogovor o umetnosti izjemno domišljav. Ana in Vronski sta vse bolj vznemirjena in odločita se vrniti v Rusijo.
V Sankt Peterburgu sta Ana in Vronski nastanjena v enem od najboljših hotelov, toda spita v ločenih spalnicah. Jasno postane, da se Vronski lahko še vedno svobodno giblje v ruski družbi, Ani pa je to preprečeno. Celo njena stara prijateljica, kneginja Betsy, ki je imela razmerja tudi sama, se izogiba njene družbe. Ana postane zaskrbljena, da je Vronski ne ljubi več. Medtem Karenina tolaži kneginja Lidija Ivanovna, navdušenka nad verskimi in mističnimi idejami, ki so bile takrat priljubljene med višjimi razredi. Svetuje mu, naj Serjožo ohranja daleč od Ane in mu reče, da je njegova mati mrtva. Toda Serjoža tega noče verjeti. Ana nepovabljeno obišče Serjožo na njegov deveti rojstni dan, vendar jo Karenin odkrije.
Ana si obupano želi povrniti vsaj nekaj od njenega nekdanjega položaja v družbi in se udeleži predstave v gledališču, pri kateri je navzoča vsa sanktpeterburška visoka družba. Vronski moleduje, naj ne gre, toda ne more ji pojasniti, zakaj ne bi smela iti. V gledališču Ano direktno omalovažujejo bivši prijatelji in eden od njih naredi namerno sceno ter zapusti gledališče. Ana je pretresena. Ana in Vronski v Sankt Peterburgu ne moreta najti prostora zase in odpravita se na podeželsko posestvo Vronskega.

### Šesti del
Dolly, njeni otroci in njena mati, kneginja Ščerbackaja, preživijo poletje s Kostjo in Kitty. Življenje para je preprosto in neprizadeto, čeprav je Kostja zaskrbljen zaradi »invazije« tako mnogo Ščerbackih. Ko se eden od obiskovalcev odprto spogleduje z nosečo Kitty, postane zelo ljubosumen. Kostja poskuša premagati sovje ljubosumje in kratko uspe med lovom z Veslovskim in Oblonskim, toda naposled podleže svojim čustvom in Veslovskega prosi, naj odide. Veslovski nemudoma odide in se nastani na bližnjem posestvu Ane in Vronskega.
Ko Dolly obišče Ano, jo presenetijo razlike med aristokratskim, vendar preprostim domačim življenjem Kostje in Kitty, ter odprto luksuznim in razkošnim podeželskim posestvom Vronskega. Poleg tega ji tudi ne uspeva ohranjati korak z modnimi oblačili Ane ali ekstravagantnim trošenjem denarja Vronskega za bolnišnico, ki je v gradnji. Poleg tega z Ano in Vronskim ni čisto vse v redu. Dolly opazi Anino zaskrbljeno vedenje in njeno neprijetno spogledovanje z Veslovskim. Vronski čustveno prosi Dolly, naj prepriča Ano, da prosi Karenina za ločitev, tako da bi se par lahko poročil in normalno živel.
Ana postane močno ljubosumna na Vronskega in ne more prenašati, da jo zapusti, tudi če je to samo za kratek čas. Ko Vronski odide za več dni za gubernijske volitve postane Ana prepričana, da se mora z njim poročiti, da bi mu preprečila, da jo zapusti. Ko Ana ponovno piše Kareninu in ga prosi za ločitev, skupaj z Vronskim odpotujeta podeželje in se odpravita v Moskvo.

### Sedmi del
Ko obiščeta Moskvo zaradi Kittyjenega poroda, se Kostja hitro privadi na mestno hitro, drago in lahkomiselno družabno življenje. Stivo spremlja v gentlemanski klub, kjer dvojica sreča Vronskega. Kostja in Stiva obiščeta Ano, ki svoje prazne dneve polni s tem, da je pokroviteljica angleški deklici siroti. Kostja je glede obiska sprva zaskrbljen, toda Ana ga enostavno začne privlačiti. Ko Kitty prizna, da je obiskal Ano, ga ona obtoži tega, da se je vanjo zaljubil. Par se pozneje pomiri in se zave, da ima moskovsko družabno življenje negativen, pokvarjen učinek na Kostjo.
Ana ne more razumeti, zakaj lahko privlači moža, kot je Kostja, ki ima mlado in lepo novo ženo, ne more pa več privlačiti Vronskega. Njen odnos z Vronskim je pod vse večjim pritiskom, saj se lahko on giba v ruski družbi svobodno, ona pa ostaja izključena. Njena rastoča zagrenjenost, dolgčas in ljubosumje vodijo v prepire para.
Ana začne zlorabljati morfij, da bi ji pomagal spati, navada, ki jo je dobila v času življenja z Vronskim na njegovem podeželskem posestvu in postane odvisna od narkotikov. Medtem Kitty po dolgem in mučnem delu rodi sina, Dmitrija, ki ima vzdevek Mitja, in Kostja je paradoksalno tako zgrožen, kot tudi močno ganjen, ko zagleda drobnega dojenčka.
Stiva obišče Karenina, da bi dobil njegovo priznanje za novo delovno mesto. Med obiskom Stiva prosi Karenina, naj Ani odobri ločitev kot nedolžna stran (kar bi terjalo njegovo priznanje o neobstoječem razmerju), toda Kareninovim odločitvam je zdaj vladal francoski jasnovidec, ki ga je priporočila Lidija Ivanovna. Jasnovidec naj bi imel v svojem spanju videnje med obiskom Stiva in je dal Kareninu šifrirano spoRusko-turška vojna (1877–1878)
ročilo, ki ga je on interpretiral na tak način, da mora zavrniti prošnjo za ločitev.
Ana postane vse bolj ljubosumna in nerazumna do Vronskega, za katerega sumu, da ima ljubezenska razmerja z drugimi ženskami. Prepričana je tudi, da se bo predal načrtom svoje matere, da se poroči z bogato žensko iz visoke družbe. Imata hud prepir in Ana verjame, da je razmerja konec. Začne razmišljati o samomoru kot izhodu iz njenega trpljenja. V mentalni in čustveni zmedi pošlje telegram Vronskemu, v katerem ga prosi, naj pride k njej in nato obišče Dolly in Kitty. Anina zmeda in jeza jo premagata in v zavestni simetriji s smrtjo železniškega delavca na njenem prvem srečanju z Vronskim, Ana na koncu perona stori samomor tako, da se vrže pod vozeči tovorni vlak.

### Osmi del
Zadnjo knjigo Sergeja Ivanoviča (Kostjevega brata) bralci in kritiki ignorirajo in udeleži se ruskega predanosti panslavizmu. Stiva dobi delovno mesto, ki si ga je tako želel in Vronski prevzame skrbništvo nad dojenčkom Vronskega in Ane, Annie. Skupina ruskih prostovoljcev, vključno s samomorilskim Vrnskim zapusti Rusijo in odide v boj v uporu pravoslavnih Srbov, ki je izbruhnil proti Turkom, v sklopu rusko-turške vojne (1877–1878).
Kostja se bori, da bi našel smisel svojega življenja po tem, ko njegov brat Nikolaj umre zaradi tuberkuloze in začne misliti samomorilske misli. Toda po dolgem pogovoru s kmetom se Kostja premisli in sklene, da je smisel življenja služiti Bogu in da verjame v krščanska načela, ki so ga jih naučili v otroštvu ter ni več dvomil v svojo vero. Zave se, da se mora posameznik odločiti zase, kaj je sprejemljivo glede vere in prepričanj človeka in odloči se, da Kitty ne bo povedal za to spremembo, ki se je zgodila v njem.
Pozneje na Kostjinem posestvu udari strela medtem ko je njegova žena in pravkar rojeni sin zunaj in v strahu za njuno varnost se Kostja zave, da dejansko ljubi svojega sina prav toliko kot ljubi Kitty. Kittyjina družina je zaskrbljena, da se mož, ki je tako nesebičen, kot njen mož, nima za kristjana.
Kostja je sprva nejevoljen, da njegov povratek k veri ne prinaša s seboj popolne spremembe v poštenost. Toda na koncu zgodbe Kostja pride do zaključka, da kljub je svojim novo sprejetim prepričanjem še vedno človek, in bo še naprej delal napake. Njegovo življenje lahko zdaj smiselno in resnično usmeri proti poštenosti.

## Slog in glavne teme
Veliko kritikov ima Tolstojev slog v Ani Karenini za tranzicijskega, oblikujoč most med realističnim in modernim romanom. Po Ruth Benson v njeni knjigi o Tolstojevih glavnih junakinjah, Tolstojevi dnevniki kažejo, kako nezadovoljen je bil s svojim slogom in pristopom k pisanju v svojih zgodnjih osnutkih Ane Karenine in navaja ga rekoč »Sovražim to, kar sem napisal. Galeje Ane Karenine za aprilsko izdajo Ruskega vestnika zdaj ležijo na moji mizi in resnično nimam srca jih popravljati. Vse v njih je tako gnilo in vse bi moral napisati znova — tudi vse, kar je bilo natisnjeno — zavreči, stopiti, vreči stran, se odpovedati (1876, JI 62: 265)«.
Na splošno velja, da Ana Karenina raziskuje teme, kot so hinavščina, ljubosumje, vera, zvestoba, družina, zakon, družba, napredek, čutna poželenja in strast ter agrarno povezavo z zemljo v nasprotju z mestnim načinom življenja. Po književnem teoretiku Corneliusu Quassusu v romanu Ana Karenina »neuradne institucije sistema, predstavljene skozi socialne salone delujejo kot del aparata moči, ki uspešno pomirja nared, ki ga ustvarjajo Anina iracionalna čustvena dejanja, kar je simbol odpora sistema vedenjskea nadzora.« Prevajalka Rosemary Edmonds piše, da Tolstoj eksplicitno ne moralizira v knjigi, ampak namesto tega dovoljuje, da se teme pojavljajo naravno iz »široke panorame ruskega življenja«. Ona tudi trdi, da je eno glavnih sporočil romana to, da »nihče ne more zgraditi svoje sreče na trpljenju nekoga drugega.«
Levin pogosto velja za semi-avtobiografski prikaz Tolstojevih lastnih prepričanj, bojev in življenjskih dogodkov. Tolstojevo osebno ime je bilo »Lev«, ruski priimek »Levin« pa pomeni »od Leva«. Po opombah v Pevear/Volokhonskemu prevodu, se stališča, ki jih Levin skozi roman podpira v svojih sporih ujemajo s Tolstojevimi neposrednimi stališči pri istih temah. Poleg tega je po W. Garethu Jonesu je Levin zaprosil Kitty zaroko na enak način, kot je Tolstoj zaprosil Sophio Behrs. Poleg tega je Levinova prošnja, da njegova zaročenka prebere njegov dnevnik, kot način izražanja svojih napak in predhodnih spolnih srečanj, enaka Tolstojevi lastni prošnji njegovi zaročenki Behrsovi.

## Zgodovinski kontekst
Dogodki v romanu se odvijajo v času hitre transformacije, ki je posledica liberalnih reform, ki jih je začel car Aleksander II., najpomembnejša med njimi je bila emancipacijska reforma 1861, ki ji je sledila pravna reforma, vključno s sodniškim sistemom, vojaškimi reformami, vpeljavo izvoljenih lokalnih vlad (zemstvo), hitrim razvojem železnic, bank, industrije, telegrafije, dvigom novih poslovnih elit in zatonom stare zemljiške aristokracije, svobodnejšim tiskom, prebujanjem javnega mnenja, panslavističnim gibanjem, vprašanjem žensk, prostovoljno pomočjo Srbiji v vojaškem konfliktu z Otomanskim imperijem leta 1876 itd. O teh sodobnih razvojih vprašanjih vroče debatirajo osebe v romanu.